# Cárcel de los Capuchinos
La Cárcel de los Capuchinos (en italiano: Carcere dei Cappuccini) es la única cárcel de San Marino que fue inaugurado en 1970, de hecho, antes de ese año la prisión se encontraba en la Guaita, la primera torre de la Ciudad de San Marino. Se encuentra en la Vía Paolo III en la Ciudad de San Marino, en un ala del Convento de Capuchinos de San Marino por lo cual el Estado paga el alquiler a la diócesis de San Marino-Montefeltro. La prisión albergaba un prisionero, dos generales de brigada de la gendarmería y el personal de la enfermería. Desde marzo de 2011, la prisión está vacía, ya que el último preso ha cumplido su condena de cuatro años y cuatro meses por asalto sexual. En 2005 el espacio recibió un prisionero durante varias horas antes de ser puesto en libertad.